# Panzerfaust Records
Panzerfaust Records war ein US-amerikanisches Plattenlabel für rechtsextreme Musik mit Sitz in Minnesota.
Das Unternehmen existierte von 1998 bis 2005. Panzerfaust Records war erste Anlaufstelle für US-amerikanische und internationale Neonazibands. Es ermöglichte vielen jungen Bands den Einstieg in die internationale White-Power-Bewegung durch Plattenverträge oder Einladungen zu Konzerten. Die Plattenfirma arbeitete eng mit den Hammerskins, der rechtsextremistischen Skinhead-Organisation Volksfront sowie White Revolution zusammen, unterhielt aber auch Kontakte zu anderen neonazistischen Gruppierungen in den USA und Europa.
Das Label vertrieb neben Tonträgern Naziartikel aller Art, unter anderem Fahnen, Bücher und Uniformen. 2004 gab das Label unter dem Titel Project Schoolyard eine kostenlose CD heraus, die nach dem Vorbild der deutschen Projekt Schulhof-CD an US-amerikanischen Schulen kostenlos verteilt werden sollte. Bevor es jedoch zur Verteilung kommen konnte, wurde Panzerfaust Records geschlossen. 2005 wurde bekannt, dass ihr Gründer Anthony Pierpont eine mexikanische Mutter hat und dass er in einer E-Mail damit prahlte, Sex mit ostasiatischen Prostituierten gehabt zu haben. Daraufhin zogen alle langjährigen Partner ihre Unterstützung zurück. Sein langjähriger Partner Bryant Cecchini (auch bekannt unter dem Pseudonym Byron Calvert) übernahm die Kontrolle über die Website und leitete sie auf Free Your Mind Productions um, die für einige Jahre die Geschäfte von Panzerfaust Records fortführten.